# District de Jehanabad
Le district de Jehanabad est un district de l'état du Bihar, en Inde.

## Géographie
Au recensement de 2011, sa population compte 1 124 176 habitants.
Son chef-lieu est la ville de Jehanabad. 